# فرد أ. هاولاند
فرد أ. هاولاند هو محامي وسياسي أمريكي، ولد في 10 نوفمبر 1864 في فرانكونيا في الولايات المتحدة، وتوفي في 30 مارس 1953 في مونبلييه في الولايات المتحدة. نشط حزبياً في الحزب الجمهوري. وقد انتخب Secretary of State of Vermont ‏.